# Kelly Ortberg
Robert Kelly Ortberg (né en avril 1960) est un dirigeant d'entreprise américain, président-directeur général de Boeing. Il a auparavant occupé le poste de président-directeur général de Rockwell Collins.

## Biographie

### Jeunesse et formation
Robert Kelly Ortberg est né en avril 1960 de Carol M. (née Koelker) et Robert L. Ortberg,, Il est originaire de Dubuque, dans l'État de l'Iowa,. Il est diplômé d’un baccalauréat universitaire en génie mécanique de l'Université de l'Iowa en 1982,.

### Carrière
Ortberg commence sa carrière en 1983 en tant qu’ingénieur chez Texas Instruments, avant de rejoindre Rockwell Collins en 1987 comme chef de programme,. En 2001, il est promu vice-président, puis vice-président et directeur général des systèmes de communication chez Rockwell Collins. Il gravit les échelons jusqu’à devenir président-directeur général en 2013,. Il conserve ce poste jusqu’à l’acquisition de la société par United Technologies en 2018. Ortberg supervise alors la fusion de Rockwell Collins avec UTC Aerospace Systems pour former Collins Aerospace, dont il devient également PDG. Il reste à la tête de l’entreprise lors de sa fusion avec Raytheon en 2020 pour créer le RTX Corporation. Il prend sa retraite en 2021,,.
Ortberg a été président du conseil des gouverneurs de l’Aerospace Industries Association. Il siège également au conseil d’administration de Aptiv.
Ortberg devient membre du conseil d’administration de Boeing en même temps qu’il est nommé président-directeur général le 8 août 2024. Il choisit de s’installer dans la région de Seattle, où sont situées les principales usines d’assemblage de Boeing. L’entreprise a dépensé environ 300 000 dollars pour faciliter son déménagement à Seattle. Ce choix intervient plus de vingt ans après la décision de Boeing de déplacer son siège hors de Seattle. Ortberg perçoit environ 18 millions de dollars pour les mois où il a occupé la fonction de PDG en 2024.

## Vie privée
Ortberg épouse Valerie Dee Heitman le 13 août 1983,. Ils ont deux filles.